# Mayelis Caripá
Mayelis Yesenia Caripá Castillo (ur. 16 sierpnia 1980 w Valencii) – wenezuelska zapaśniczka startująca w kategorii do 48 kg w stylu wolnym, srebrna i brązowa medalistka mistrzostw świata.
Dwukrotnie stawała na podium mistrzostw świata – w 2007 sięgnęła po brąz, a w 2013 po srebro. W 2007 została brązową medalistką igrzysk panamerykańskich. Siedem triumfów w mistrzostwach panamerykańskich. Pierwsza (2006, 2010) i trzecia (2014) w igrzyskach Ameryki Płd. Złoto na igrzyskach Ameryki Środkowej i Karaibów w 2002, 2006 i 2010 roku. Mistrzyni igrzysk bolwaryjskich w 2005 roku. Trzecia w Pucharze Świata w 2005 roku.
Trzykrotnie startowała na igrzyskach olimpijskich – w 2004 zajęła 12. miejsce, dwie lokaty niżej uplasowała się w 2008, a w 2012 została sklasyfikowana na dziesiątej pozycji w kategorii 48 kg.